# Juan Suárez Ávila
Juan Suárez Ávila es un pintor y diseñador español nacido en El Puerto de Santa María en 1946. Vive y trabaja en Sevilla. Realizó estudios en la ETSA y en BBAA en la capital andaluza. Catedrático de Dibujo. Su obra se caracteriza por su sentido de modernidad y el juego del color.
Ha figurado en exposiciones internacionales como Man-73, Bienal de Baracaldo, Pintura Española de Vanguardia de Nueva York, Muestra Internacional de Arte Múltiple de Barcelona, Pintura-1 de Barcelona. Sus exposiciones individuales han recorrido diversas ciudades de España, como Madrid, Sevilla, Barcelona, Cádiz, Valencia, Pamplona, Gijón, Jerez de la Frontera...
Representado en museos y fundaciones como el Museo de Arte Abstracto Español de Cuenca, el de Arte Contemporáneo de Lanzarote, el de México; Fundación Juan March de Madrid, Junta de Andalucía, Centro de Arte Reina Sofía, CINFE de Madrid, Universidad Internacional de Barcelona, Museo Español de Arte Contemporáneo de Madrid...
Premio de Dibujo de la Bienal de Núremberg en 1979; Premio ARTEDER´82, sección de Dibujo, en 1982.